# ابتهاج

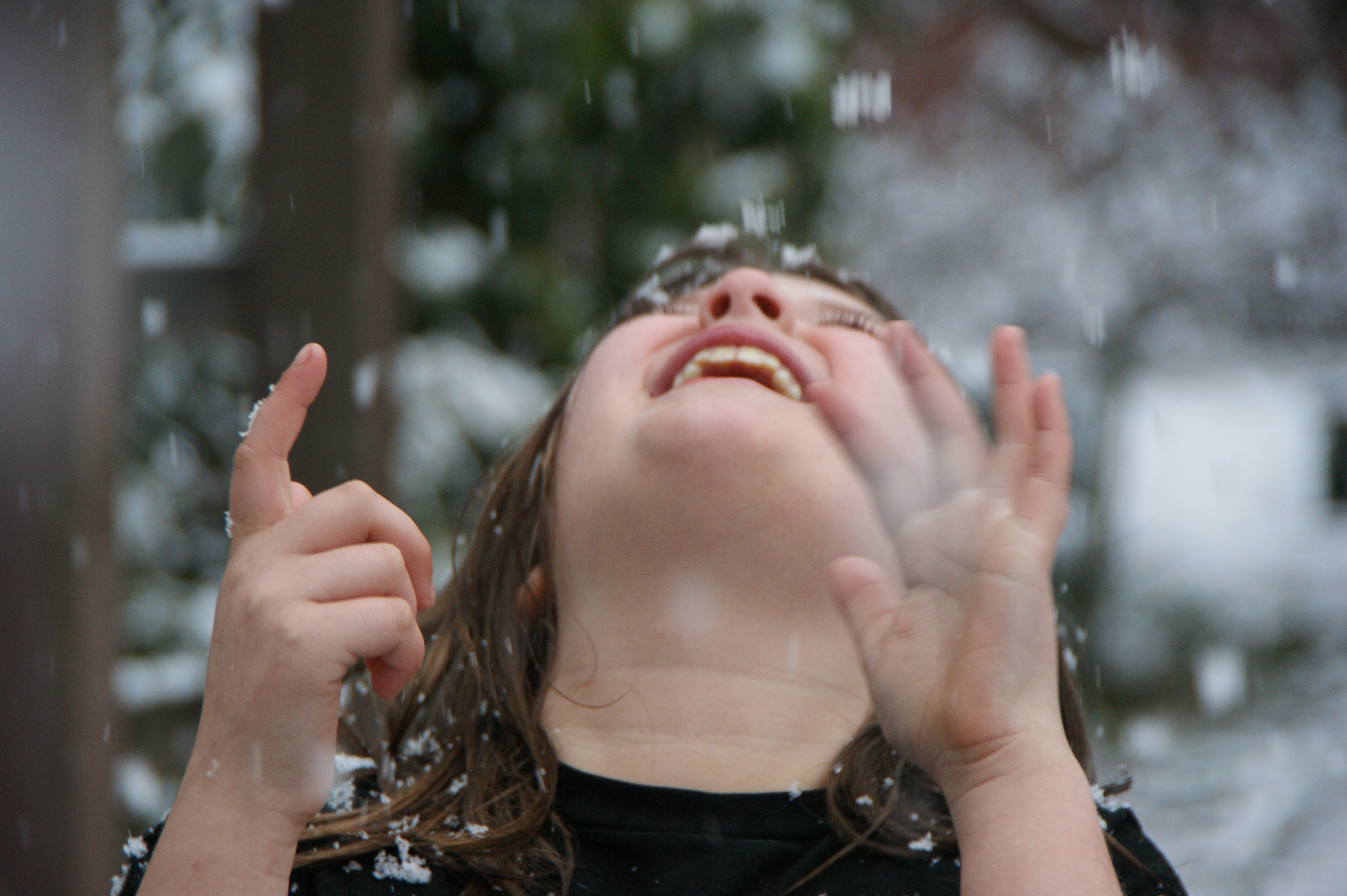
يمكن للعب أن يؤدي إلى شعور الإنسان بحالة من الابتهاج والسعادة المفرطتين.

الابتهاج (ملاحظة 1) حالة السعادة الغامرة (النشوة) المناقضة لحالة (الانزعاج أو عدم الارتياح)، تعرّف طبياً على أنها حالة ذهنية وعاطفية يشعر فيها الشخص بإحساس شديد بالسعادة والفرح والإثارة والانتشاء والشعور بالذات. وبشكل أدق فإن الابتهاج هو مجرد إحساس، ولكن المصطلح عادة ما يستخدم للدلالة على أقصى حالات السعادة المصاحبة للشعور التام بالرضا. كما تم تعريفها على أنها: إحساس مبالغ فيه من السعادة والشعور بالذات. كلمة يوفوريا مشتقة من اليونانية تعني: «قوة التحمل بسهولة، أو الخصوبة». من المرادفات أيضاً شَمَق، وهي حالة النَّشاط وَمَرَحُ الجنون.
ويعتبر الابتهاج عموماً بأنها شعور نفسي وجسدي مبالغ فيه، ينتج أحياناً عن تعاطي بعض العقاقير المؤثرة على الذهن، ولا يتم تحقيقها في الحياة الإنسانية الاعتيادية. ولكن يمكن الشعور بشيء من الابتهاج (النشوة) في بعض التجارب الإنسانية الطبيعية كنشوة الجماع، أو الحب، أو الانتصار، أو فوز الرياضيين. وقد يصل الناس إلى حالة الابتهاج أحيانا من خلال ممارسة بعض الطقوس الدينية أو التأملات الروحية. ويمكن لحالة النشوة أن تكون نتيجة لاضطرابات نفسية، من أمثلة ذلك الهوس الاكتئابي، والشخصية الجدية، ونشاط الغدة الدرقية، وقد تظهر أيضا بعد التعرض لإصابة في الرأس. وقد تكون نتيجةً لبعض الأمراض التي تصيب الجهاز العصبي كمرض الزهري والتصلب المتعدد.
من المعلوم أن الرضا والفرح حالات تتطلب استمراراً ومُشاركةً فعَآلةً، وقد اختفت بشكل كبير الآن مع ظهور المسيحية، نشَأت صورة أكثر انفعالية عن النفس وعواطفها، حيثٌ يتم تعريف الابتهاج على أنها: حالة تكتسح الشخصية. وفيما كتب ويليام جيمس حول النشوة: «العزيمة التي تجعلنا ثابتين ومتماسكين هي ذاتها العزيمة التي نمتلكها للسيطرة على ألسنتنا». جيمس عرض شرحه الخاص لهذه الصلة بين الابتهاج والانفعالية، مناقشاً أن العواطف تظهر فقط حين تتخلى النفس عن صراعاتها مع العالم وبدلاً عن ذلك تستلم للاندفاع في حياة اللاوعي، الابتهاج هي فاعلية بطبيعتها.

## الأنواع

### ممارسة النشاط
باستخدام التصوير المقطعي البوزيتروني واستبيان عن الحالة المزاجية، دراسة أظهرت أن العدائين يُفرزون مُعدلات عالية من مادة الإندورفين مُرتبطة بمستقبلات مسكنات الألم ضمن مناطق معينة من المخ. معظمها في المنطقة الأمامية المعنيّة بالمشاعر الإيجابية. هذا التحليل أظهر أيضاً أن معدل النشوة الشخصي للفرد العداء يتوافق بشكل مُباشر مع كمية نشاطات الإندورفين الحاصلة في الدماغ. الدراسة لم تُثبت أن إفراز الإندورفين هو المسبب الوحيد لتجربة النشوة -الابتهاج - الناجمة عن التمارين الرياضية. لكنها على الأقل كانت مٌساهمة بشكل كبير كعامل مؤثر. الإندورفين تلعب دور في النظام المُحفز مما ينتج عنها إدمان كيميائي لنسق معين من التمارين الرياضية.
كنتيجة عن هذا، تقترح الدراسة أن إطالة التمارين من الممكن استخدامها علاجياً في إفادة حالات الأشخاص المتعرضين للقلق والكآبة.

### مُسببات دوائية
- الكحول: الابتهاج هي حالة الشعور بالنشوة، وقد تم ذكر أن هذه الحالة تحدث خلال (10-15) الدقيقة الأولى من تعاطي الكحول (مثل البيرة، النبيذ، المشروبات الروحية).
- زهرة الآلام: تستخدم بشكل كبير كمخدر لما لها من تأثير مهدئ على الجهاز العصبي وتعمل كمُساعد للنوم. الحرمل القلوي يتواجد في هذه العشبة على شكل هيرمين يُعتقد أنه مُسبب لتأثير النشوة.
- النعناع البري: يحتوي النعناع البري على مُخدر يُعرف باسم نيبيتالاكتون الذي يعمل على تنشيط مستقبلات مُسكن الألم في القطط فيُثير الاستنشاق، المضغ، هز الرأس، التدحرج والفرك، وكُلها مؤشرات للمتعة. النعناع البري على أية حال لا يُسبب التفاعل ذاته في البشر.
- القنب الهندي أو البانجو: تتراهيدروكانابينول أهم عنصر منشط نفسي في هذه النبتة ويحتوي على خصائص مُخدرة ومُثيرة للنشوة.
- المنشطات: المنشطات الدوبامينية مثل الامفيتامينات والكوكايين والإكستاسي (MDMA) والميثيلفيندات جميعهم من المنشطات الممنوعة قانونياً، (عادة يُعبر عنها بالإفراط في الكلام وسلوك ثرثار)، والأنوروكسيا وهو مرض فقدان الشهية عن الأكل. الأمفيتامينات اكثر المواد المعروفة في هذا التصنيف، والنيكوتين هو منبه للجهاز السمبتاوي يعمل كمنشط خفيف لدى بعض الناس. ويمكن ايضاً اعتبار مواد الميثيل زانثين مثل الكافيين والثيوبرمين، من ضمن المواد الخفيفه المبهجة، من قبل البعض.
- الأدوية المُنشطة المُثيرة للنشوة: كالإكستاسي (MDMA)، والإيفي (MDEA)، لها شعبية في أوساط الشباب المُتعاطين للإكستاسي يتعرضون للشعور بالنشوة لمدة قصيرة واندفاع الطاقة.
- المواد الأفيونية: هذا المخدر يُستخرج من البذور الغير ناضجة لنبتة الخشاش، ينتج عنها نعاس، والشعور بالابتهاج أو النشوة، وتقلل الألم والاسترخاء. المورفين والكودين هي من مُشتقات الأفيون الطبيعية.

## في الاضطراب ثنائيّ القطب
على الرغم أن معظم الناس يرون الابتهاج حالة تُعتبر نافعة، قد تكون معضلة مع بعض الأفراد المصابين باضطراب ثنائي القطب الذين يواجهون مراحل من الكآبة والجنون، المريض يكتسب حالة من النشوة في بعض الأحيان قد تسبب احتمالية حدوث أفعال خطيرة. استخدام الليثيوم فعّال في موازنة المزاج بتخفيض النشوة التي قد يشعر بها الشخص نتيجة مرحلة الجنون، لكنه لن يتعارض مع النشوة التي يُسببها المورفين.

## التعالي في المزاج
بجانب كونه أقل شيوعاً، من الصعب تقييم كمية الاكتئاب، ومن الصعب تمييز الحالة الطبيعية من المزاج الجيد، فقط حين تصاحب الابتهاج أو تعالي المزاج بعدم القدرة على الحُكم على الأمور، الابتهاج أو النشوة تُعتبر عرض وعلامة بارزة في قلة الأكسجين، مما تساهم بشكل فعال من منع المصابين بقلة الأكسجين في التنبه لحالتهم.

## نشوة الموسيقى
نشوة الموسيقى هي حالة البهجة التي يتعرّض لها الفرد الذي تسحره الموسيقى بشكل غير طبيعي. في هذه الحالة الذهنية فإن الموسيقى تؤدي إلى النشوة وقد يصاحبها شعور بالطيران أو الرغبة في الغزل. يُمكن للشخص أيضاً أن يبدأ بمشاهدة الصوت أو الإحساس به. أيضاً هذه النشوة يُمكن أن تؤدي إلى رغبة شديدة بالرقص. هذه الحالة بالخصوص معروفة أنها تنتج عن طريق تعاطي البانجو، الإكستاسي MDMA، والأدوية المُخدرة بشكل عام. بعض الأبحاث تقترح أنه من الممكن تمثيل حالة هذا الشخص بموجات الدماغ المُسجلة بواسطة استخدام تخطيط أمواج الدماغ.

## هوامش
- ملاحظة 1 المرادفات: الانشراح [6] أو الشمق أو الغبطة أو النشوة أو الجذل [7]